# بوب إيفانز
بوب إيفانز (بالإنجليزية: Bob Evans)‏ (1 أغسطس 1881 في المملكة المتحدة - 8 مارس 1962 بكوفنتري في المملكة المتحدة) هو لاعب كرة قدم بريطاني (وحمل سابقاً جنسية المملكة المتحدة لبريطانيا العظمى وأيرلندا) في مركز حراسة المرمى. شارك مع منتخب ويلز لكرة القدم. أما مع النوادي، فقد لعب مع برمنغهام سيتي وبلاكبيرن روفرز وكوفنتري سيتي ونادي ريكسهام ونونيتون بورو ‏ وCroydon Common F.C. ‏.